# Man-Thing - La natura del terrore
Man-Thing - La natura del terrore (Man-Thing) è un film del 2005 diretto da Brett Leonard.
La sceneggiatura di Hans Rodionoff è parzialmente ispirata all'Uomo Cosa, personaggio eroe/antieroe della Marvel Comics.

## Trama
Due adolescenti si addentrano in una palude per copulare. Mentre si accingono ad avanzare con i preliminari, un essere tra la vegetazione trascina via il giovane squartandolo brutalmente dinanzi alla sua ragazza.
A causa della scomparsa del vecchio sceriffo, viene mandato Kyle Williams in sua sostituzione nella piccola cittadina di Bywater. Tra i casi rimasti irrisolti dalla polizia locale vi sono molte sparizioni accadute nei dintorni della palude.
Il nuovo sceriffo inizia ad indagare, aiutato dalla bella maestra Teri, e scopre molto presto che un imprenditore, l'avaro Frederic Schist, ha stabilito un impianto petrolifero nel cuore della palude per trarne tutte le riserve di petrolio presenti nel sottosuolo.
È proprio qui che da un giorno all'altro iniziano ad essere uccisi in modo brutale alcuni operai dello stabilimento; apparentemente l'unica spiegazione è l'attacco di un animale. Nonostante questo il ritrovamento di vari cadaveri, nei quali è cresciuta letteralmente la vegetazione dentro, manda fuori pista lo sceriffo stesso che si trova costretto ad ascoltare delle leggende del paese.
Parlando con uno sciamano pellerossa che abita vicino alla palude, lo sceriffo Williams scopre di una leggenda che narra l'esistenza di un Uomo Cosa, un essere metà uomo e metà vegetale.
La leggenda si rivela vera: l'Uomo Cosa esiste realmente e non è nient'altro che Teddy Sallis, un biochimico ucciso da Schist alcuni anni prima, e che ora tenta di vendicarsi sui responsabili e distruggere lo stabilimento per ripristinare l'habitat di prima.

## Distribuzione
Il film è stato trasmesso per la prima volta negli Stati Uniti dalla rete televisiva Sci Fi Channel il 30 aprile 2005, mentre in Italia è stato commercializzato direttamente nel mercato home video a partire dal 22 marzo 2006.

## Accoglienza
Ha incassato 1 milione di dollari, contro il suo budget di 5 milioni di dollari, da una piccola uscita nelle sale internazionali e ha ricevuto recensioni generalmente negative dalla critica.